# Csehbánya
Csehbánya es un pueblo ubicado en el distrito de Ajka, en el condado de Veszprém, Hungría.

## Superficie
Posee una superficie de 12,83 kilómetros cuadrados.

## Demografía
Hasta 2019 la población era de 305 habitantes, con una densidad de población de 23,77 habitantes por kilómetro cuadrado.